# Gilmania luteola
Gilmania luteola är en slideväxtart som först beskrevs av Frederick Vernon Coville, och fick sitt nu gällande namn av Frederick Vernon Coville. Gilmania luteola ingår i släktet Gilmania och familjen slideväxter. Inga underarter finns listade i Catalogue of Life.